# 김성철 (1913년)
김성철(金聲喆, 1913년 ~ 2004년 8월 21일)은 대한민국의 정치인이다. 제6·7대 국회의원을 지냈다.

## 역대 선거 결과
|  | 38.95% |

|  | 55.32% |